# Campeonatos de Europa de patinaje de velocidad en línea

Los Campeonatos del mundo de patinaje de velocidad en línea son un campeonato continental anual que son otorgados y monitoreados por la Confederación Europea de Patinaje (CERS).
Un gran cambio tuvo lugar en la década de 1990 cuando los patines clásicos (patines de cuatro ruedas repartidas en dos ejes) fueron reemplazados por los nuevos patines en línea. Después de un período de transición en el que se podían usar ambos tipos de patines, en poco tiempo casi nadie corría ya con los patines clásicos (todavía está permitido competir con estos patines en las competiciones).
Cada edición de los campeonatos de Europa se llevan a cabo en la modalidad de pista y de ruta se han celebrado en el mismo año y principalmente en la misma ciudad, interrumpidos por un día de descanso. Desde 1996, se agregaron las carreras de larga distancia (maratón), que se llevan a cabo en un circuito urbano.

## Palmarés
| Año  | Sede                                        | Oro               | Plata                  | Bronce            |
| ---- | ------------------------------------------- | ----------------- | ---------------------- | ----------------- |
| 1989 | Pico Portugal                               | Italia            | España                 | Francia           |
| 1990 | Inzell · Alemania                           | Italia            | Francia                | Alemania          |
| 1991 | Pineto y Pescara · Italia                   | Italia            | Bélgica                | Francia           |
| 1992 | Acireale · Italia                           | Italia            | Francia                | Bélgica           |
| 1993 | Valence d'Agen Francia                      | Italia            | Francia                | España            |
| 1994 | Pamplona · España                           | Francia           | Italia                 | España            |
| 1995 | Praia da Vitória Portugal                   | Italia            | España                 | Francia           |
| 1996 | Saint-Brieuc y Lamballe Francia             | Italia            | Francia                | España            |
| 1997 | Roseto, Sulmona y Castel di Sangro · Italia | Italia            | Francia                | España            |
| 1998 | Coulaines Francia                           | Italia            | Francia                | España            |
| 1999 | Zandvoorde, Ostende y Middelkerke · Bélgica | Italia            | Francia                | España            |
| 2000 | Latina · Italia                             | Italia            | Francia                | España            |
| 2001 | Paços de Ferreira Portugal                  | Italia            | Francia                | España            |
| 2002 | Valence d'Agen y Grenade Francia            | Italia            | Francia                | España            |
| 2003 | Padua y Abano Terme · Italia                | Italia            | Francia                | Suiza             |
| 2004 | Heerde y Groningen · Países Bajos           | Italia            | Francia                | Reino Unido       |
| 2005 | Jüterbog · Alemania                         | Francia           | Italia                 | Alemania          |
| 2006 | Cassano d'Adda · Italia                     | Italia            | Francia                | Alemania          |
| 2007 | Estarreja Portugal                          | Italia            | Francia                | España            |
| 2008 | Gera · Alemania                             | Francia           | Italia                 | Alemania          |
| 2009 | Ostende · Bélgica                           | Italia            | Bélgica                | Alemania          |
| 2010 | San Benedetto del Tronto · Italia           | Italia            | Bélgica                | Alemania          |
| 2011 | Heerde y Zwolle · Países Bajos              | Bélgica           | Francia · Países Bajos | Alemania          |
| 2012 | Szeged · Hungría                            | Italia            | Francia                | Países Bajos      |
| 2013 | Almere · Países Bajos                       | Países Bajos      | Italia                 | España            |
| 2014 | Geisingen · Alemania                        | Italia            | Alemania               | Francia           |
| 2015 | Wörgl y Innsbruck · Austria                 | Italia            | Austria                | Francia           |
| 2016 | Heerde y Steenwijk · Países Bajos           | Italia            | Alemania               | Bélgica           |
| 2017 | Lagos Portugal                              | Italia            | Bélgica                | Francia           |
| 2018 | Ostende · Bélgica                           | Bélgica           | Italia                 | España            |
| 2019 | Pamplona · España                           | Italia            | Bélgica                | España            |
| 2020 | Edición cancelada                           | Edición cancelada | Edición cancelada      | Edición cancelada |
| 2021 | Canelas Portugal                            | Francia           | Italia                 | Portugal          |
| 2022 | L'Aquila · Italia                           | Francia           | Italia                 | Bélgica           |

## Medallero histórico
- Hasta Canelas 2021

| Núm. | País         | Oro | Plata | Bronce | Total |
| ---- | ------------ | --- | ----- | ------ | ----- |
| 1    | Italia       | 441 | 310   | 225    | 976   |
| 2    | Francia      | 173 | 193   | 213    | 579   |
| 3    | España       | 71  | 103   | 121    | 295   |
| 4    | Bélgica      | 69  | 78    | 88     | 235   |
| 5    | Alemania     | 47  | 85    | 111    | 243   |
| 6    | Países Bajos | 28  | 52    | 60     | 140   |
| 7    | Austria      | 8   | 2     | 1      | 11    |
| 8    | Portugal     | 4   | 6     | 7      | 17    |
| 9    | Suiza        | 2   | 9     | 14     | 24    |
| 10   | Reino Unido  | 1   | 2     | 2      | 5     |